# Мырзалиев, Кадыр Гинаятович
Кадыр Гинаятулы Мырза Али (каз. Қадыр Ғинаятұлы Мырза Әли, 5 января 1935, Джамбейты, Западно-Казакстанская область, Казакская АССР, РСФСР, СССР — 24 января 2011, Алма-Ата, Казахстан) — народный писатель Казахстана, поэт, соавтор первого казахстанского гимна (1992–2006).
Его авторству принадлежат более 50 поэтических сборников, литературно-критических и детских книг. Многие из его стихов переведены на русский, немецкий, английский, французский, финский, литовский, киргизский, татарский и другие языки мира.

## Биография
Кадыр Мырза Али родился в посёлке Джамбейты Западно-Казакстанской области (ныне — Жымпиты), Сырымский район, Западно-Казахстанская область). Происходит из рода байбакты племени байулы Жаугашты Младшего жуза. С детства он проявляет интерес к книгам и становится постоянным посетителем Джамбейтинской районной библиотеки. В 11 лет он сочиняет свой первый стих, в котором в шутливой форме описывает учеников своего класса. После смерти отца его направляют в интернат, где он продолжает заниматься стихосложением. В 1954 году юный поэт начинает публиковаться в республиканском журнале «Пионер».
В 1958 году Кадыр Мырза Али окончил филологический факультет КазГУ имени С. М. Кирова, через два года — аспирантуру.
После учёбы многие годы посвятил журналистике. В 1958—1962 годах работал литературным сотрудником детского журнала «Балдырган» (Малыш).
В 1962—1965 годах — заведующим отделом поэзии и критики, ответственным секретарём журнала «Жулдыз» (Звезда).
В 1968—1973 годах — заведующим редакцией поэзии издательства «Жазушы» (Писатель). В 1973—1978 годах — заведующим секцией поэзии Союза писателей Казахстана.
В 1992 году стал заместителем председателя Комитета по национальной политике, развитию культуры и языка Верховного Совета Республики Казахстан. В 1994 году избран Народным депутатом Республики Казахстан.

## Творчество

### Стихи
Первый сборник стихов «Көктем» был выпущен в 1959 году. За ним последовали «Жаңғалақтар», «Данышпан», «Кішкене қожанасыр», «Ноян қоян», «Алуан палуан», «Ой орманы» (выпуск — 1965, премия Ленинского комсомола — 1966), «Дала дидары», «Бұлбұл бағы», «Ақ отау», двухтомник «Домбыра», «Жерұйық» (выпуск — 1976, Государственная премия Казахской ССР — 1980), «Ғибратнәмә», «Жазмыш», «Еңіреп өткен ерлер-ай», «Иірім», «Шырғалаң», «Алмас жерде қалмас», двухтомный «Сборник афоризмов» и другие книги.
На русский язык переведено 13 книг стихов Кадыра Мырза Али: «Инабат виноват» (1962), «Твой дом» (1976) — для детей дошкольного и младшего школьного возраста; «Бессонница» (1967), «Белая юрта» (1968), «Соловьиный сад» (1971), «Степные пути» (1968, 1973), «Прапамять» (1975), «Верхняя струна домбры» (1976), «Ладони» (1979, 1984), «Круг» (1979), «Нижняя струна домбры» (1985), «Красная книга» (1987), «Колчан» (1990) — для детей среднего и старшего школьного возраста.
Ряд стихов вошли в коллективные сборники казахских поэтов. Избранные произведения Мырза Али изучаются в рамках программы казахской средней школы на уроках казахской литературы. В республиканских театрах ставятся пьесы по его произведениям.
В 2010 году в честь 75-летия Кадыра Мырза Али увидело свет 20-томное собрание сочинений поэта, опубликованное издательством «Қазығұрт».

### Песни
В 1984 году вышел сборник из более 200 песен на тексты К. Мырза Али под названием «Күндерай».
Кроме того, К. Мырза Али является одним из четырёх соавторов первого государственного гимна независимого Казахстана.

### Переводы
Кадыр Мырза Али перевёл на казахский язык произведения римского поэта Овидия, персоязычного поэта Руми Джалаледдина, итальянского детского писателя Джанни Родари, литовского поэта Эдуардаса Межелайтиса, латышского поэта Яна Райниса, немецкого поэта Генриха Гейне, французского писателя, поэта Виктора Гюго, русского поэта Михаила Лермонтова, русско-советского поэта Сергея Есенина, венгерского поэта Шандора Петефи, казахского поэта Олжаса Сулейменова, советского поэта Расула Гамзатоглы, Кайсына Кулия. Особенно он гордился выпуском переводного тома есенинской лирики, ставшего творческой удачей казахского поэта.

## Награды и премии
1980 — Государственная премия Казахской ССР за книгу стихов «Жерұйық» («Чудотворная

## Смерть и панихида
Скончался в ночь с 23 на 24 января 2011 года. У него не выдержало сердце, до этого он уже перенёс два инфаркта.
Прощание прошло 25 января в Казахском драматическом театре имени Мухтара Ауэзова. В панихиде приняли участие аким Алматы Ахметжан Есимов, друзья и близкие поэта, коллеги, а также ценители его творчества.

«Кадыр Мырза Али — это богом одарённый человек, сыгравший огромную роль в формировании нашего национального самосознания и развитии казахской литературы»— Мурат Ауэзов, президент Фонда Мухтара Ауэзова.
Похоронен на кладбище Кенсай.